# Илинчич, Златко
Златко Илинчич (серб. Златко Илинчић ; род. 10 мая 1968) — сербский шахматист, гроссмейстер (1994).
Чемпион Союзной республики Югославии 2000 года.
В составе сборной Югославии участник 5-и Олимпиад (1994—2002).

## Изменения рейтинга
| Графики недоступны из-за технических проблем. См. информацию на Фабрикаторе и на mediawiki.org. |